# Samuel van Bulgarije
Samuel (Bulgaars: Самуил) (ca. 950 - Prilep, 6 oktober 1014) regeerde Bulgarije van 997 tot 1014. Ondanks het feit dat hij er uiteindelijk niet in slaagde om zijn land onafhankelijk te houden van het Byzantijnse Rijk van keizer Basileios II, was Samuel de enige die Basileios II ooit versloeg in een slag.
Samuel was een zoon van Nikola, een bestuurder in Bulgarije van Byzantijnse afkomst, en Ripsimia, van Armeense adel en mogelijk dochter van koning Ashot II Bagratuni. Bulgarije verkeerde op dat moment in diepe crisis. Tsaar Boris II was door de Byzantijnen gevangen en in 971 officieel van zijn keizerlijke waardigheid ontdaan. Zijn broer Roman werd eveneens gevangen gehouden en gecastreerd. In 970 kwam Samuel met zijn drie oudere broers in opstand tegen de pogingen van Byzantium om na de dood van de tsaar, de macht in Bulgarije in handen te krijgen. Ze versloegen een Byzantijns leger bij Plovdiv. De drie oudste broers bestuurden gebieden die grensden aan het Byzantijnse Rijk, Samuel regeerde in het relatief veilige noordwesten rondom Vidin en moest de herovering van de nog bezette gebieden (inclusief de hoofdstad Preslav - bij het huidige Varna) voorbereiden. In 973 zonden de broers een delegatie naar Otto I de Grote in Quedlinburg, op zoek naar politieke steun
In 976 openden de broers de aanval op de Byzantijnen. Twee broers, David en Mozes, sneuvelden. Zijn overblijvende broer Aaron poogde met Byzantium samen te zweren en werd terechtgesteld, waarna Samuel vanaf 976 de feitelijke macht had. Samuel wist het kustgebied ten noorden van de Donau te heroveren. Boris II en Roman werden in 977 vrijgelaten, maar alleen Roman bereikte levend Samuels bolwerk Vidin en werd tsaar. Samuel werd door tsaar Roman formeel tot aanvoerder van de Bulgaren benoemd maar had ook in de praktijk alle macht.
Het volgende jaar (977) viel Samuel Griekenland binnen. Na een inspanning van zes jaar veroverde hij de strategische stad Larissa in 983. Als tegenzet probeerde keizer Basileios II in 986 tevergeefs om Sofia te veroveren maar Samuel versloeg hem op de terugtocht bij de Trojaanse Poort (Trojanovi Vrata). Basileios zelf kon ternauwernood ontsnappen. Samuel breidde het Bulgaarse grondgebied in alle richtingen uit. Al snel viel bijna de hele Balkan binnen zijn rijk. Slechts delen van Griekenland en Thracië bleven onder de controle van de Byzantijnen. Samuel onderwierp grote delen van de Balkan en werd in 986 door de paus Gregorius V erkend als tsaar. 
In 991 had Basileios een opstand neergeslagen en was hij weer in de gelegenheid om zich op de Bulgaren te richten. Samuel werd verslagen en tsaar Roman werd hierbij opnieuw gevangengenomen en stierf zes jaar later in gevangenschap. Toen de Arabieren in 995 het Byzantijnse Rijk weer aanvielen, moest Basileios een groot deel van zijn legers naar het oosten verplaatsen en kon Samuel Griekenland weer binnenvallen. In 996 wist Samuel door een list de Byzantijnen bij Thessaloniki te verslaan: Hij viel met een klein leger de stad aan en liet zich makkelijk verdrijven. Een deel van het garnizoen achtervolgde de Bulgaren tot in een hinderlaag. De rest van het garnizoen van de stad kwam hun kameraden te hulp en de Byzantijnse troepen leden een zware nederlaag. Samuel kon de stad eenvoudig bezetten. Na een plundertocht door heel Griekenland werden de Bulgaren verslagen in de slag aan de rivier de Sperchios. De Byzantijnen wisten de Bulgaren te verrassen door de overstroomde rivier over te steken. Samuel werd gewond maar wist te ontsnappen en met een gebroken arm 400 km terug te lopen naar Bulgarije. Onderzoek van zijn skelet heeft uitgewezen dat een arm inderdaad gebroken is geweest en geen goede zorg heeft gehad, want het bot is scheef vastgegroeid. 
Na de dood van Roman in 997 nam Samuel zelf de titel van tsaar aan. In 998 voerde hij campagnes in Servië en Kroatië en installeerde daar een nieuwe regering. In 1001 brak de oorlog met Byzantium opnieuw uit. Tegen die tijd was Basileios' leger gesterkt uit de strijd aan het oostelijke front gekomen en Samuel moest zich terugtrekken naar het binnenland. Door constante aanvallen op de sterke Byzantijnse legers hoopte Samuel Basileios naar de onderhandelingstafel te dwingen. Gedurende ongeveer twaalf jaar zorgde deze tactiek ervoor dat Bulgarije onafhankelijk bleef en het lukte Basileios niet om de belangrijkste Bulgaarse steden, waaronder de hoofdstad Ohrid binnen te vallen. Wel houden de Byzantijnen ieder jaar verwoestende strooptochten in Bulgarije. Stukje bij beetje verliest Samuel terrein:
- 1003 viel Hongarije de Bulgaarse gouverneur van Vidin aan omdat hij zich met de Hongaarse koningskeuze had bemoeid, en de verkeerde partij had gesteund. Basileios II viel vervolgens zelf Vidin aan en wist de stad na een beleg van 8 maanden te veroveren, door verraad. Samuel veroverde en plundert ondertussen Adrianopel.
- 1004 versloegen de Byzantijnen de Hongaren bij Skopje. Samuel deed een aanval op Thessaloniki
- 1005 gaf Samuels schoonvader Ioannes Chryselios de stad Durrës over aan de Byzantijnen, in ruil voor rijkdom en een titel.
- 1009 werd Samuel verslagen bij Thessaloniki

Op 29 juli 1014 lukte het Basileios II om het belangrijkste deel van het Bulgaarse leger klem te zetten bij Kleidion (Belasitsa) in Blagoevgrad terwijl Samuel niet aanwezig was. De plaats ligt in een rivierdal dat ieder jaar door de Byzantijnen werd gebruikt voor hun invallen. Samuel had er daarom versterkingen laten aanleggen. Ondanks grote verliezen wisten de Byzantijnen de versterkingen niet te doorbreken, totdat ze na een omweg de Bulgaren in de rug konden aanvallen. In zware achterhoedegevechten lukte het de Bulgaren nog wel om achtervolgende Byzantijnse troepen zware verliezen toe te brengen en terug te drijven. Basileios gaf opdracht om de 14.000 gevangen blind te maken. Bij een op de honderd werd een oog gespaard zodat zij hun kameraden naar huis konden leiden. De schok van dit aanzicht was te veel voor Samuel en hij stierf nog geen drie maanden later op 6 oktober. 
Samuel is begraven in de Agios Acchilios kerk, binnen een eilandfort in het Kleine Prespameer. In moderne tijd is zijn graf geopend voor onderzoek en is op basis van zijn schedel een reconstructie van zijn gezicht gemaakt.
Samuels zoon wist de oorlog nog vier jaar vol te houden maar daarna werd Bulgarije een Byzantijnse provincie. Alle kinderen van Samuel worden Byzantijnse edelen maar enkele van zijn nakomelingen zouden 150 jaar later weer de opstand leiden waaruit opnieuw een onafhankelijk Bulgarije ontstaat. 
Samuel was getrouwd met Agatha, een dochter van Ioannes Chryselios, een Byzantijnse bestuurder die zich aan de Bulgaren had onderworpen. Zij kregen de volgende kinderen
- Gavriil Radomir, opvolger van zijn vader maar na een jaar door vergiftiging vermoord. Hij was in zijn eerste huwelijk getrouwd met een dochter van  Géza van Hongarije. Hij verstootte haar om te kunnen trouwen met Irina, een Griekse slavin. Irina werd samen met Gavriil vermoord.
- Miroslava, zij zou verliefd zijn geworden op Ashot Taronites, een Byzantijnse gevangene die afkomstig was uit een zijtak van de Armeense koninklijke familie, en dreigde met zelfmoord als ze niet met hem mocht trouwen. Samuel gaf toe en maakte zijn nieuwe schoonzoon tot gouverneur. Ashot en Miroslava namen deel aan het verraad van Ioannes Chryselios.
- een dochter, mogelijk Katyn, getrouwd met Vazul van Hongarije
- twee dochters die na de onderwerping aan de Byzantijnen aan het hof nog tevergeefs probeerden om Miroslava aan te vallen

Daarnaast had Samuel nog een zoon bij een minnares. Ook deze zoon onderwierp zich in 1018 aan de Byzantijnen.